# هشام زعزوع
هشام زعزوع (مواليد 1954)، شغل منصب وزير السياحة في حكومة شريف إسماعيل. كان زعزوع أحد الوزراء من خارج التيار الإسلامي في مجلس وزراء هشام قنديل. وهدد بالإستقالة من منصبه بسبب الإعلان الدستوري في نوفمبر 2012، دعم هشام زعزوع مظاهرات 30 يونيو وأعتبرها تصحيحًا لمسار ثورة 25 يناير، ظل في منصبه كوزيرًا للسياحة في وزارة الببلاوي، ووزارة ابراهيم محلب الأولي والثانية حتي 5 مارس 2015.

## النشأة
وُلد زعزوع عام 1954. يحمل بكالوريوس تجارة من جامعة عين شمس في 1980.

## سيرته العملية
بدأ عمله في مجموعة سيتي بنك بالقاهرة واستمر فيها لخمس سنوات. بعدها ساعد في تأسيس وكالة يو إس السياحية التي تركز على السوق المصري وبدأ العمل في مجال السياحة. من 2004 حتى 2007، عمل رئيساً للاتحاد المصري للسياحة. منذ ديسمبر 2007، كان مساعد أول وزير السياحة.
تولى وزارة السياحة في حكومة هشام قنديل في في أغسطس 2012، وبعد تعيين المحافظين الجدد في يونيو 2013، هدد بتقديم استقالته بعد تعيين محافظاً للأقصر ينتمي للجماعة الإسلامية. في 1 يوليو، قدم زعزوع استقالته مع وزير الاتصالات والبيئة ووزير لدولة للشؤون القانونية دعماً لمطالب متظاهري 30 يونيو ضد مرسي.